# Lophorrhachia mutanda
Lophorrhachia mutanda är en fjärilsart som beskrevs av Claude Herbulot 1983. Lophorrhachia mutanda ingår i släktet Lophorrhachia och familjen mätare. Inga underarter finns listade i Catalogue of Life.